# Margaretha van Edingen

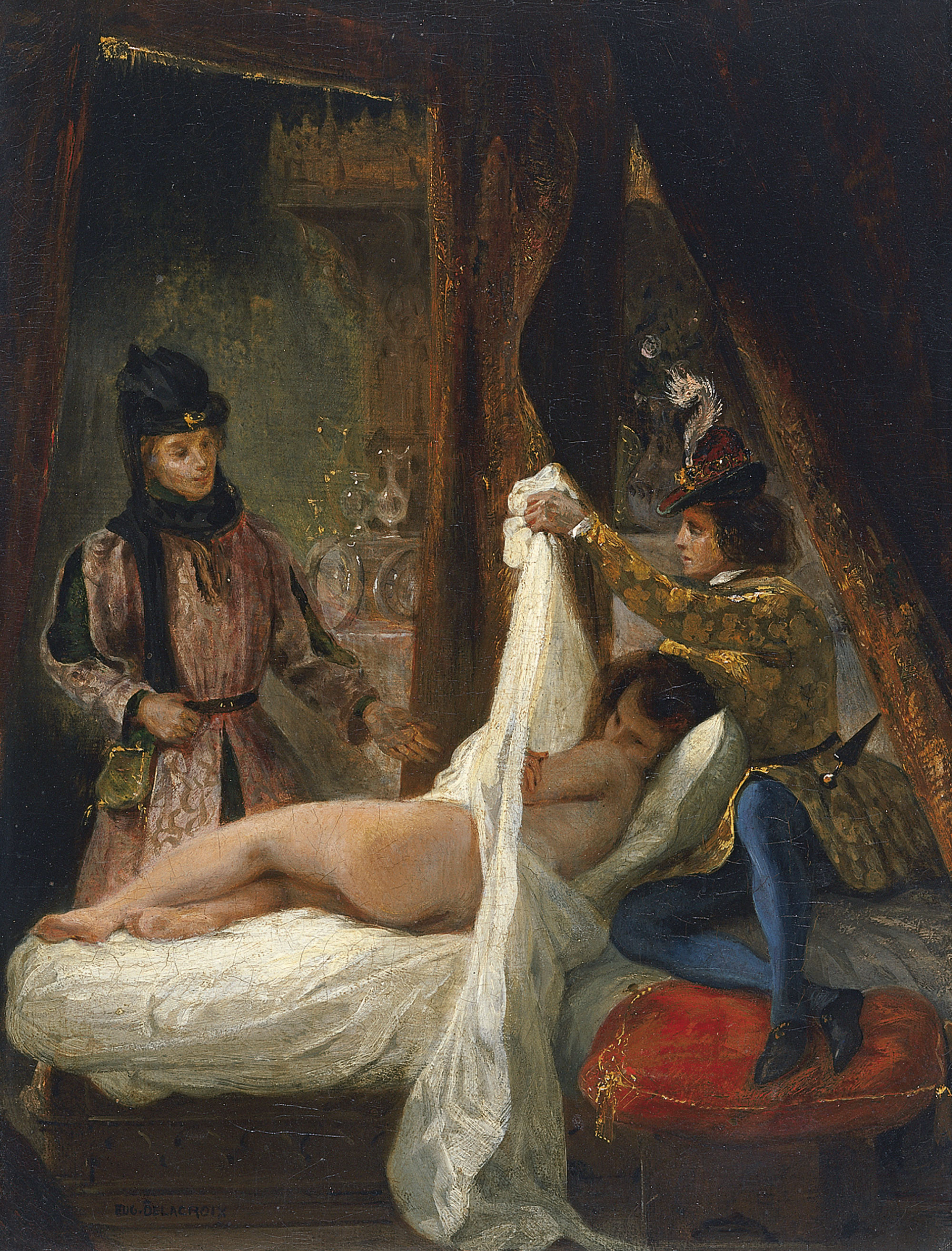
Lodewijk van Orléans onthult een maîtresse door Eugène Delacroix.

Margaretha van Edingen (Frans: Mariette d'Enghien), geboren als Yolande van Edingen, vrouwe van Wiège en Fagnoles, was een Franse edelvrouw en maîtresse van Lodewijk I van Orléans, de broer van koning Karel VI van Frankrijk. Ze was de dochter van Jacob van Edingen, heer van Bergen, en Marie de Roucy de Pierrepont.
Mariette huwde in 1389 met Aubert de Chauny, heer van Cany en kamerheer van de koning,  Karel VI. Ze werd de maîtresse van Lodewijk I van Orléans, aan wie ze in 1402 een zoon baarde: Jan van Dunois.
Volgens tijdgenoten was ze een aantrekkelijke en elegante vrouw. Ze overleed in Claix, in de Alpen.